# Julie Eyth

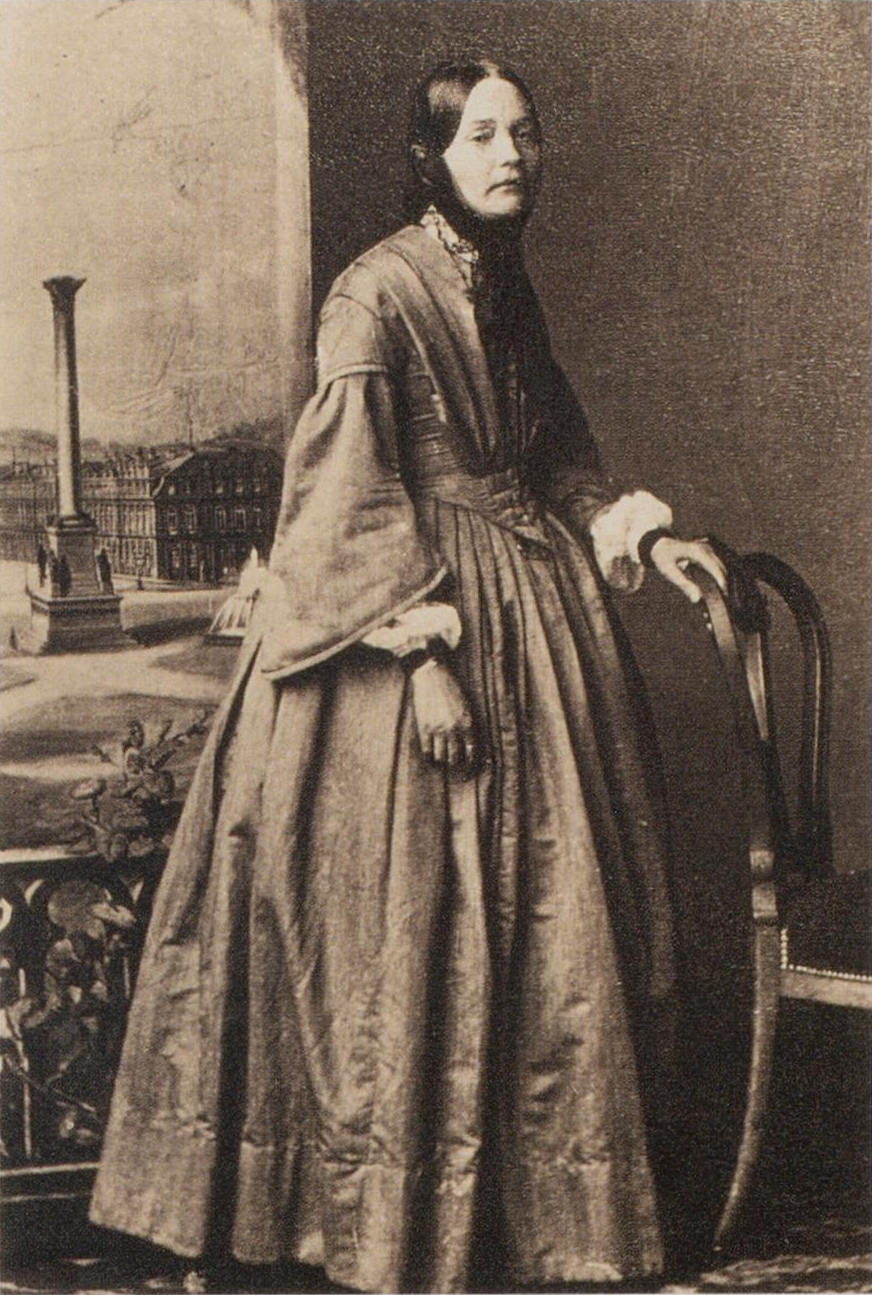
Julie Eyth.

Julie Eyth, geb. Julie Capoll (* 17. Januar 1816 in Heilbronn; † 12. April 1904 in Neu-Ulm) war eine deutsche Schriftstellerin. Von 1842 bis 1853 war sie freie Mitarbeiterin des christlichen Jahrbuchs „Christoterpe“, in dem sie ihre pietistisch geprägten Aphorismen veröffentlichte. 1852 gab sie eine Sammlung ihrer Aphorismen heraus, deren Anzahl sie in den folgenden Ausgaben bis 1894 auf über 1000 vermehrte. Julie Eyth war die Mutter des Ingenieurschriftstellers Max Eyth.

## Leben
Julie Eyth geb. Capoll wurde am 17. Januar 1816 in Heilbronn als älteste der 3 Töchter des Oberzollverwalters Max Christoph Capoll († 1831) und der Hofsilberschmiedstochter Wilhelmine Sick geboren. Ihre beiden jüngeren Schwestern waren Wilhelmine und Amalie Capoll. Julie heiratete mit 19 Jahren 1835 den 7 Jahre älteren Altphilologen Eduard Eyth, den späteren Direktor des evangelisch-theologischen Seminars in Schöntal und dann in Blaubeuren.

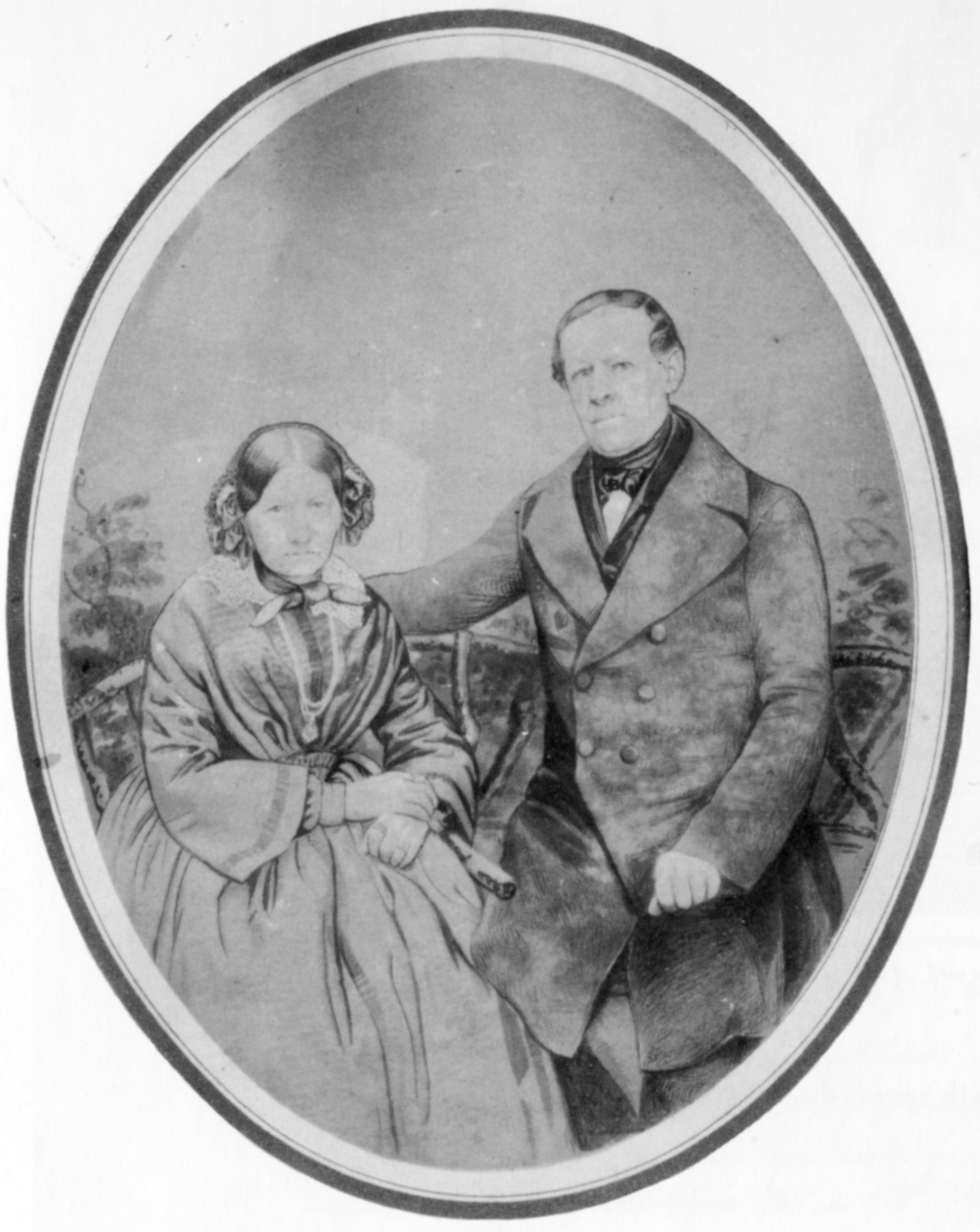
Julie Eyth und Eduard Eyth.

Aus der Ehe gingen drei Kinder hervor: der Ingenieurschriftsteller Max Eyth (1836–1906), Julie Kraut verw. Conz geb. Eyth (1839–1896) und Eduard Wilhelm Eyth (1851–1875). Die Tochter starb 1896 im Alter von 57 Jahren, 8 Jahre vor ihrer Mutter. Der Sohn Eduard Wilhelm, der wie Max Ingenieur geworden war, starb bei einer Dienstreise auf Kuba im Alter von 24 Jahren an einem tropischen Fieber. Julies Mann starb 1884 im Alter von fast 75 Jahren. Sie überlebte ihn um 20 Jahre und starb 1904 in Neu-Ulm im Alter von 88 Jahren. Sie wurde wie schon ihr Mann auf dem Neuen Friedhof in Ulm begraben. Die Gräber wurden 1969 aufgelöst, in Feld 13, etwa 20 Meter vom Originalort entfernt, ist noch die Grabplatte von Eduard Eyth erhalten.
1896 zog Julies 60-jähriger Sohn Max Eyth von Berlin nach Neu-Ulm zu seiner 80-jährigen Mutter in die Friedrichstraße 19 (heute Hermann-Köhl-Straße 19), unterhielt aber in Ulm eine Zweitwohnung, die ihm als Arbeitsdomizil diente. Er betreute seine kränkelnde und zunehmend geistig verwirrte Mutter bis zu ihrem Tod. Danach verlegte er seine Wohnung nach Ulm. Max Eyth überlebte seine Mutter um 2 Jahre und starb 1906 in Ulm.

## Werk
Julie Eyth war Aphoristikerin. Sie veröffentlichte ihre zahlreichen Aphorismen über 12 Jahre in dem Jahrbuch Christoterpe und 1852 in dem Sammelband „Bilder ohne Rahmen“.

### Christoterpe
Ab 1842 war Julie Eyth wie schon ihr Mann freie Mitarbeiterin des christlichen Jahrbuchs Christoterpe, das von dem pietistischen Pfarrer Albert Knapp, einem Freund ihres Mannes herausgegeben wurde. Das Jahrbuch erschien bis 1853, und Julie Eyth war in jedem Band mit Beiträgen vertreten (außer 1852). Unter dem Titel
„Bilder ohne Rahmen: Aus den Papieren einer Unbekannten mitgetheilt – nicht von ihr selbst“
gab ihr Mann anonym ihre pietistisch geprägten, erbaulichen Aphorismen, bisweilen auch kurze gleichnishafte Geschichten heraus. Julie Eyth veröffentlichte ihre Beiträge nicht unter ihrem Namen, da weibliche Autoren das Gespött der Öffentlichkeit zu fürchten hatten. Ihre Beiträge umfassten zwischen 7 und 15 Druckseiten und bestanden durchschnittlich aus 50 geistvollen und originellen Aphorismen.

### Bilder ohne Rahmen
1852 gab Julie Eyth eine Sammlung ihrer Aphorismen ebenfalls anonym in der Universitätsbuchhandlung Karl Winter in Heidelberg heraus, bei der auch das Jahrbuch Christoterpe erschien. Im Vorwort schrieb sie:
„Seit längerer Zeit wurde mehrfach der weitere Wunsch nach einer Sammlung des Ganzen geäußert, welche nun mit einigen neuen Zugaben in einem Buche geboten wird.“
Bis 1851 war die Anzahl ihrer Aphorismen, die sie in Christoterpe veröffentlichte, auf rund 450 angewachsen. Für die Sammlung vermehrte sie die Zahl um über 200 auf 675. Ein alphabetischer Index erleichterte das Aufsuchen der Aphorismen nach Themen. In einer zweiten Abteilung enthielt die Sammlung sieben gleichnishafte Geschichten.
Das Buch fand eine erfreulich gute Aufnahme bei den Lesern und erschien auch in einer schwedischen und einer holländischen Übersetzung. Bis 1894 erschienen 8 Auflagen, jedes Mal vermehrt um weitere Aphorismen. In der 7. Auflage war die Anzahl der Aphorismen auf über 1000 angewachsen.
Julies Ehemann Eduard Eyth gab 1856 eine Sammlung seiner Gedichte unter dem Titel „Bilder in Rahmen“ heraus. Der Titel spielt auf die gebundene Sprache seiner Gedichte an („in Rahmen“), während Julie Eyth ihre Aphorismen in Prosa verfasste („ohne Rahmen“). Der Sohn Max Eyth hatte für sein Buch „Hinter Pflug und Schraubstock“ ursprünglich den Titel „Bilder am Wege“ vorgesehen,  eine Anspielung auf die beiden Werke seiner Eltern.

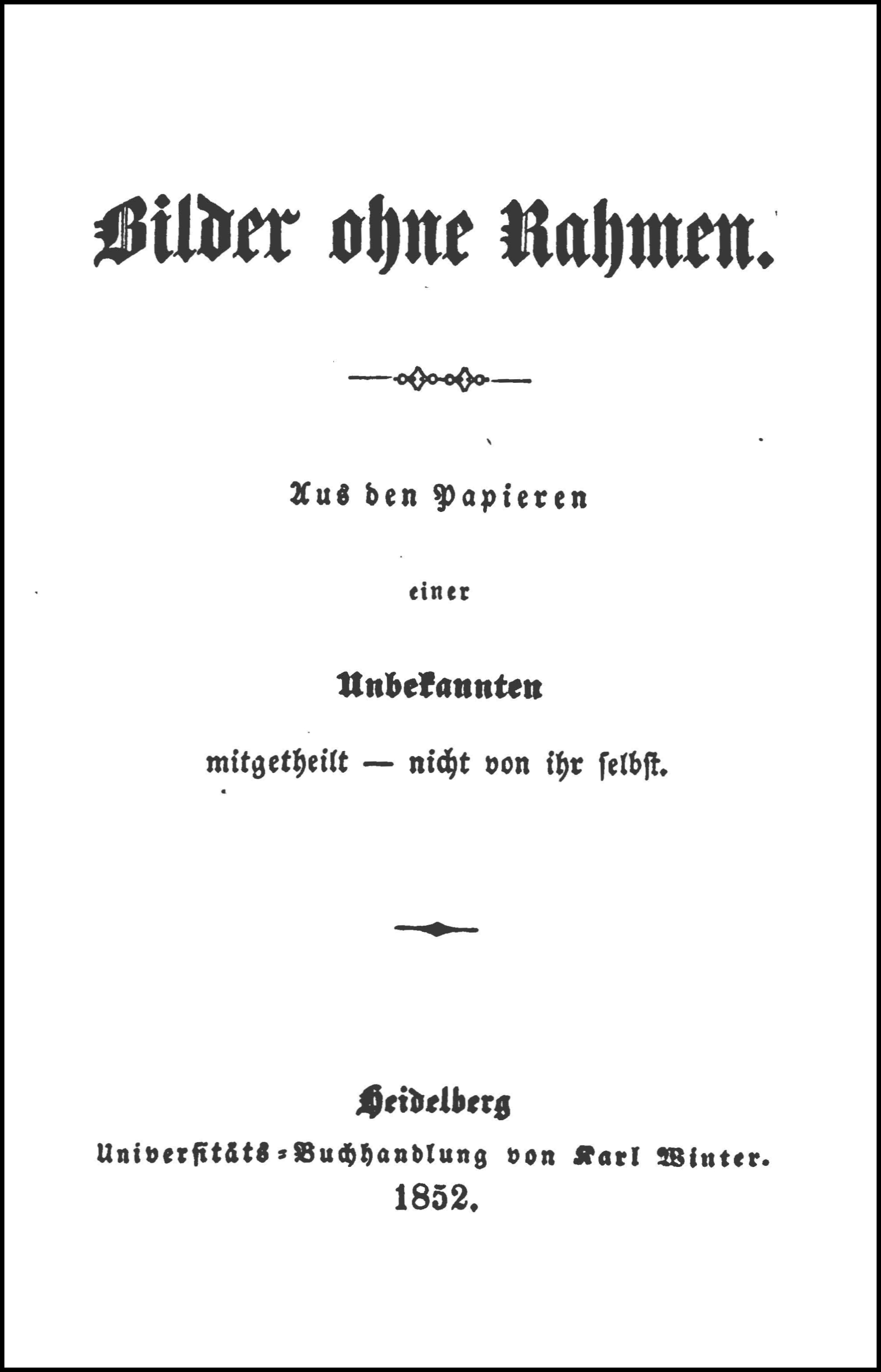
Titelseite.
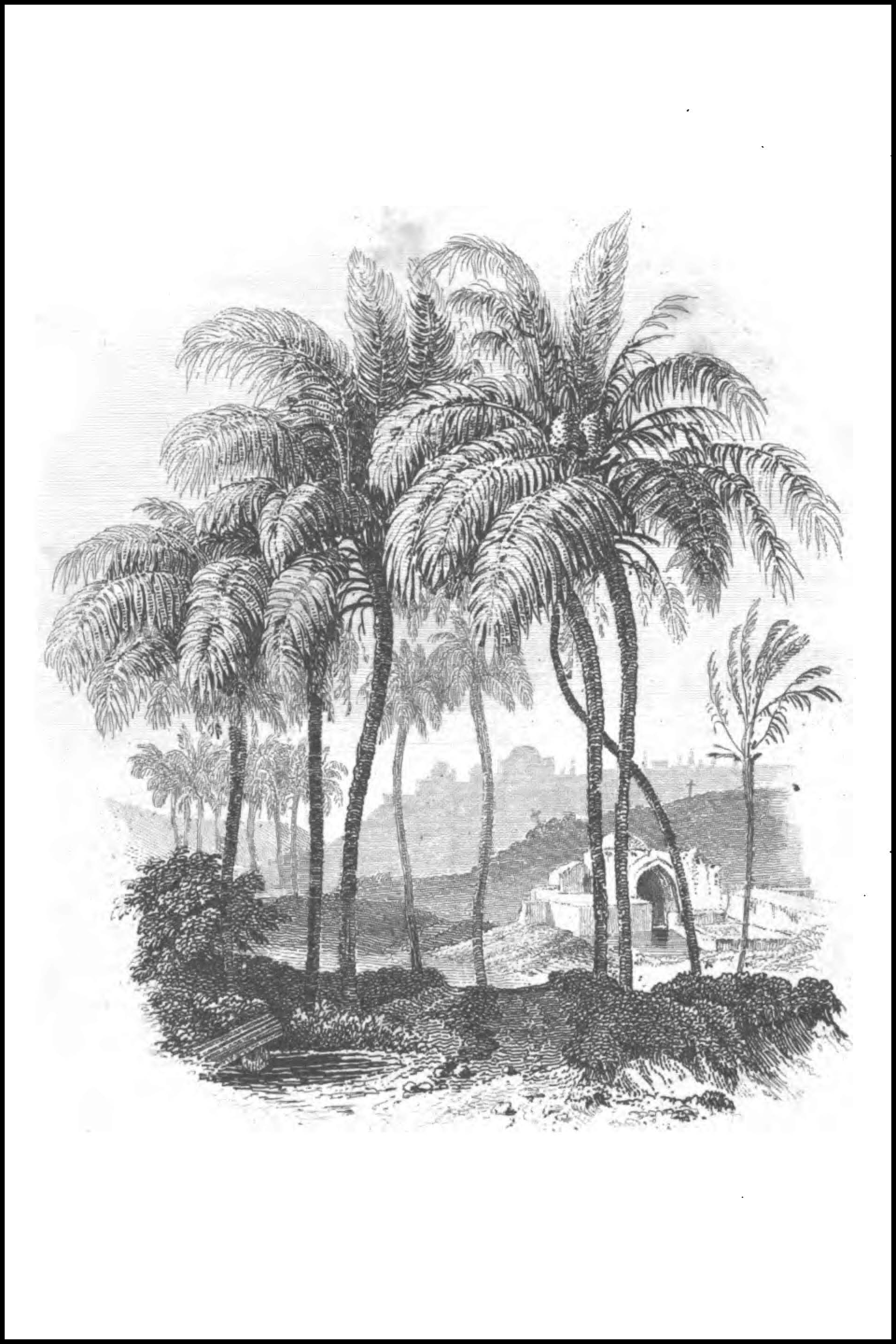
Titelbild (Oase).
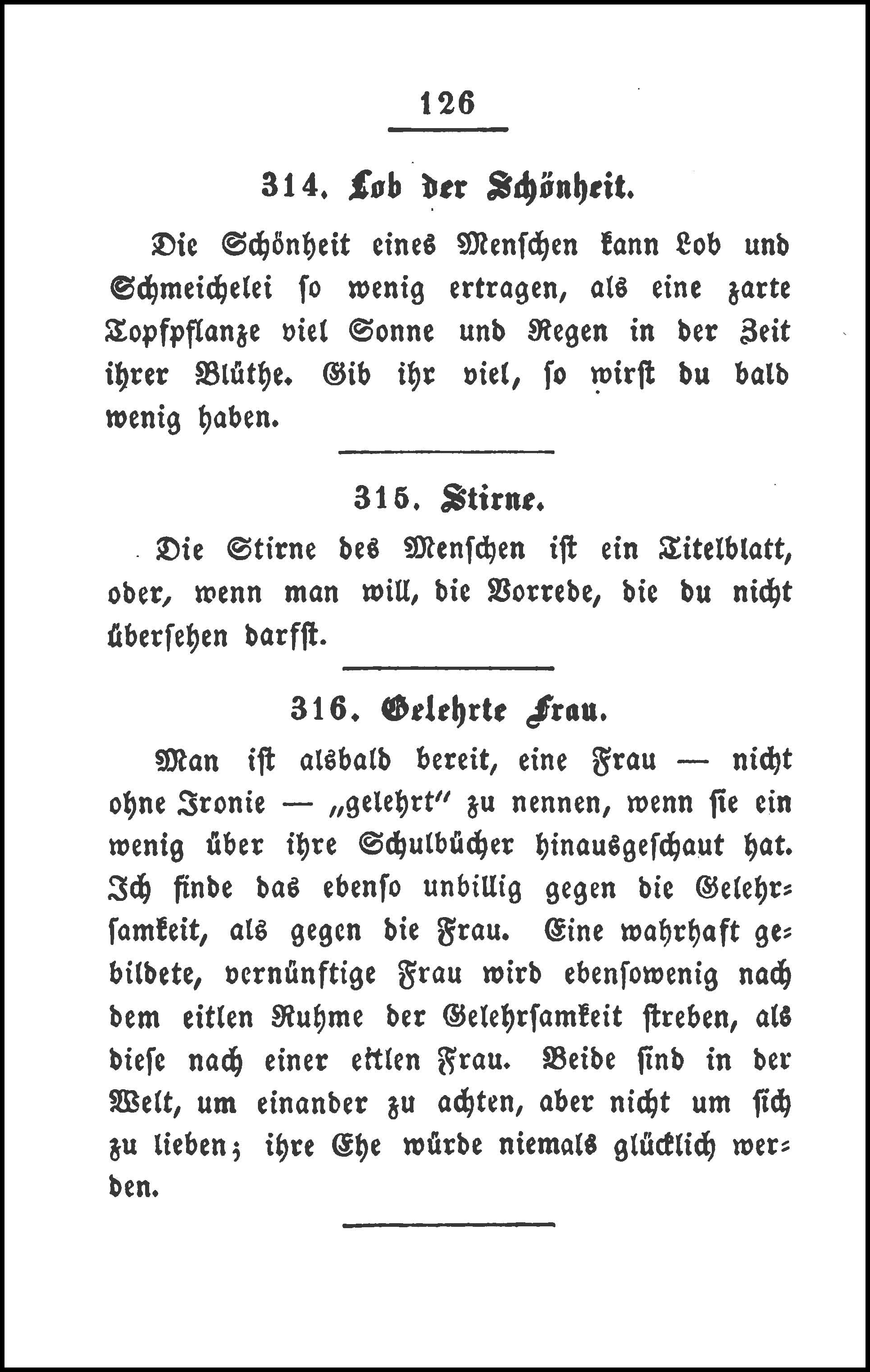
Textseite.
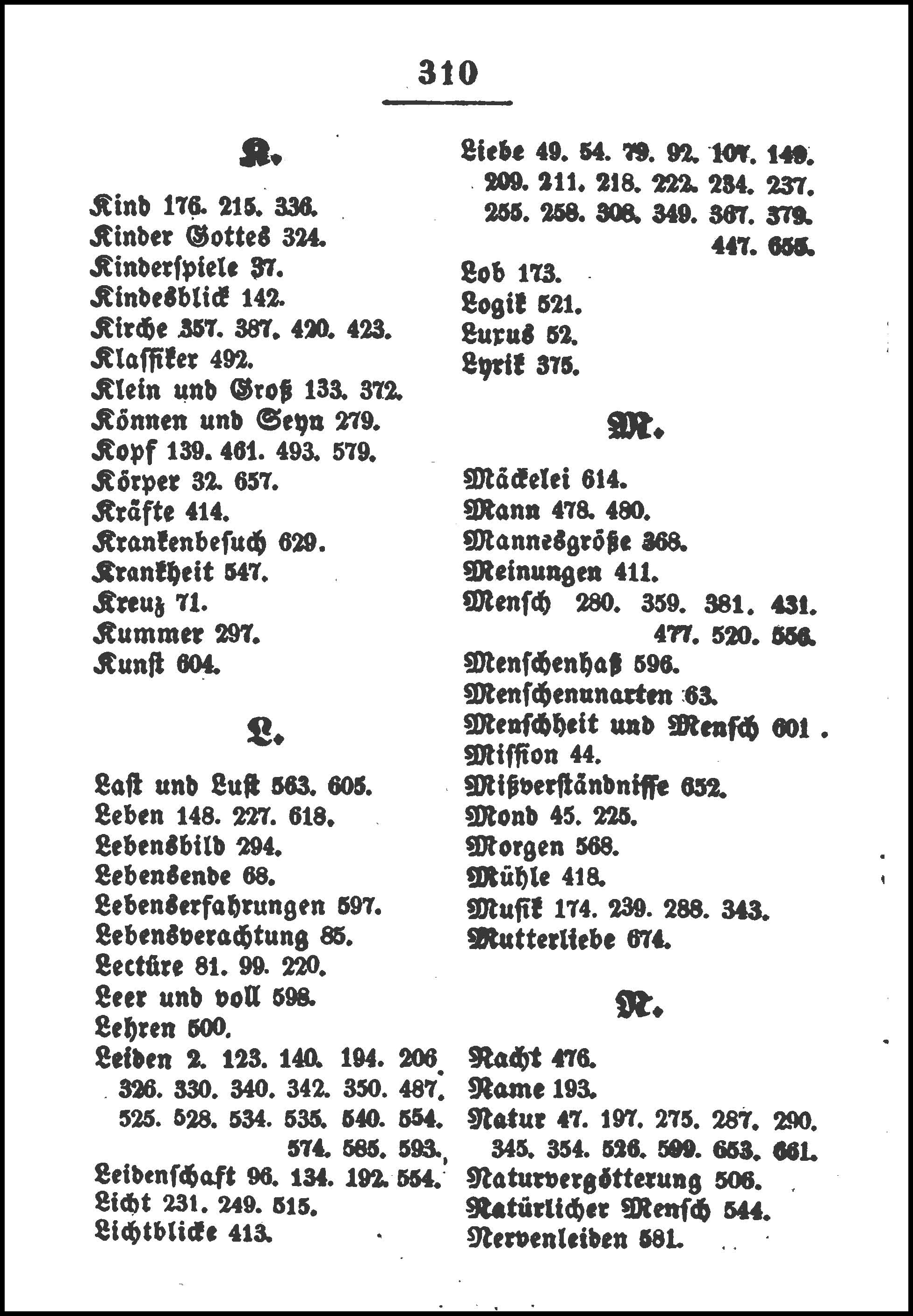
Indexseite.

## Veröffentlichungen
- Julie Eyth: Bilder ohne Rahmen: Aus den Papieren einer Unbekannten mitgetheilt – nicht von ihr selbst. In: Christoterpe, 1842–1851, 1853, Digitalausgabe von Christoterpe.
- Julie Eyth: Bilder ohne Rahmen: Aus den Papieren einer Unbekannten mitgetheilt – nicht von ihr selbst. Heidelberg : Karl Winter, 1852, pdf.